# Trenton (Nueva York)
Trenton es un pueblo ubicado en el condado de Oneida en el estado estadounidense de Nueva York. En el año 2000 tenía una población de 4,670 habitantes y una densidad poblacional de 41.6 personas por km².

## Geografía
Trenton se encuentra ubicado en las coordenadas 43°15′19″N 75°11′26″O / 43.25528, -75.19056.

## Demografía
Según la Oficina del Censo en 2000 los ingresos medios por hogar en la localidad eran de $49,559 y los ingresos medios por familia eran $56,377. Los hombres tenían unos ingresos medios de $32,523 frente a los $28,516 para las mujeres. La renta per cápita para la localidad era de $23,139. Alrededor del 5.9% de la población estaban por debajo del umbral de pobreza.